# Stiphropus strandi
Stiphropus strandi är en spindelart som beskrevs av Sergei Aleksandrovich Spassky 1938. Stiphropus strandi ingår i släktet Stiphropus och familjen krabbspindlar. Inga underarter finns listade i Catalogue of Life.